# 고성 옥천사 청련암 아미타불회도
고성 옥천사 청련암 아미타불회도(固城 玉泉寺 靑蓮庵 阿彌陀佛會圖)는 대한민국 경상남도 고성군, 옥천사 청련암에 있는 불화이다. 2016년 6월 2일 경상남도의 문화재자료 제626호로 지정되었다.

## 개요
이 불화는 화면 하단의 화기를 통하여 1901년 고성 연화산 옥천사 청련암에서 조성된 2점의 불화 중 하나이며, 다른 1폭은 안정사 원효암에 봉안하였음을 알 수 있다. 제작에는 범해두안(梵海斗岸), 설악세홍(雪岳世弘), 신종주원(信鍾周元) 등 3인이 참여하였다. 이 시기에는 서양화법으로 명암법 등이 불화에도 도입되는 시기이나 두안은 전통 불화를 계승하고자 노력하였다. 특히 19세기 만일회나 염불회가 진행되는 염불당에 봉안되었던 후불도에서 보여지는 특징일 뿐만 아니라 사불산화파인 하은응상과 수룡기전의 불화 계보를 잇고 있는 이 시기 흔치 않는 귀중한 사례이다.
아미타불회도는 비교적 작품의 보존상태가 양호하고 화풍도 섬세할 뿐만 아니라 20세기초 아미타불회도의 도상 연구에 학술적 가치가 있는 불화이다.

## 참고 자료
- 고성 옥천사 청련암 아미타불회도 - 국가유산청 국가유산포털